# Mess Around
Pour les articles homonymes, voir Mess et Around.
Clip vidéo
[vidéo] « Ray Charles - Mess Around », sur YouTube
Mess Around (faire du désordre (en dansant le boogie-woogie), en anglais) est une chanson piano blues-jump blues-boogie-woogie de l'auteur-compositeur-producteur Ahmet Ertegün d'Atlantic Records, enregistrée en single par Ray Charles en 1953,, et incluse sur son 1er album Ray Charles de 1957, un des premiers et plus importants succès de sa carrière. 

## Histoire
Ce tube est écrit et composé par le président-fondateur d'Atlantic Records Ahmet Ertegün (sous le pseudonyme A. Nugetre ou Nuggy) inspiré d'un riff de piano stride boogie-woogie répandu de La Nouvelle-Orléans des années 1930 et années 1940, entre autres du pianiste et chanteur américain de piano blues-boogie-woogie Cow Cow Davenport. Il le propose à Ray Charles qui interprète alors au début de sa carrière des succès de Nat King Cole ou de Charles Brown, et à qui il conseille de créer son propre style, avec son label rhythm and blues Atlantic Records.  
Mess Around est un des premiers grand succès de Ray Charles, au sommet des charts américains R&B à sa sortie en 1953, un des succès de jump blues-boogie-woogie à l’origine de la naissance du Rock 'n' roll des années 1950...

## Au cinéma
- 2005 : Ray, de Taylor Hackford, film biographique, avec Jamie Foxx (Oscar du meilleur acteur 2005 pour son rôle de Ray Charles)[6].

## Reprise
Elle est reprise entre autres par le groupe britannique The Animals, pour le 2e album The Animals on Tour (en) de 1965.